# جان جرارد کولمانس
یوهانس خراردس کولمانس (۸ ژوئن ۱۸۴۲–۲۹ مارس ۱۹۱۲) تصویرگر پرندگان اهل هلند بود که بخش عمده عمر خود را در انگلستان گذراند. وی در طول دوران فعالیت حرفه‌ای خود، تصویرگری شماری از برجسته‌ترین آثار پرنده‌شناسی قرن نوزدهم را بر عهده داشت.

## زندگی‌نامه
کولمانز در شهر روتردام زاده شد. در سال‌های جوانی، به گردآوری نمونه‌های جانوری برای موزه‌هایی همچون موزه تاریخ طبیعی لیدن می‌پرداخت. مدیر این موزه، هرمان اشلگل، او را تشویق و در سال ۱۸۶۴ به سفر اکتشافی به غرب آفریقا اعزام کرد.
در سال ۱۸۶۹، ریچارد باودلر شارپ وی را ترغیب کرد تا مونوگراف خود دربارهٔ خانواده ماهی‌خورک‌ها (۱۸۶۸–۱۸۷۱) را تصویرسازی کند و به انگلستان مهاجرت نماید؛ جایی که تا پایان عمر در آن سکونت داشت.
او دوبار ازدواج کرد و از همسر نخست هشت فرزند و از همسر دوم هفت فرزند داشت که تنها نه تن از آنان به سن بزرگسالی رسیدند. افزون بر فعالیت‌های علمی، مطالبی در حوزه معنویت نگاشت و مدعی بود که در لحظه مرگ یکی از پسرانش پیشگویی داشته است.
کولمانز در ایلفورد، اسکس (که امروزه بخشی از لندن بزرگ به‌شمار می‌آید) درگذشت و در گورستان جاده باکینگهام، ایلفورد، در قبری بی‌نام و نشان به خاک سپرده شد.